# Fria (prefectuur)
Fria is een prefectuur in de regio Boké van Guinee. De hoofdstad is Fria. De prefectuur heeft een oppervlakte van 1.590 km² en heeft 96.700 inwoners.
De prefectuur ligt in het westen van het land. In Fria zijn grote hoeveelheden bauxiet en bevindt zich de grootste aluminiumfabriek van Afrika.

## Subprefecturen
De prefectuur is administratief verdeeld in 4 sub-prefecturen:
1. Fria-Centre
2. Baguinet
3. Banguingny
4. Tormelin